# Cryptotis meridensis
Cryptotis meridensis е вид бозайник от семейство Земеровкови (Soricidae).

## Разпространение
Видът е разпространен във Венецуела.